# Poinson-lès-Fayl
Poinson-lès-Fayl é uma comuna francesa na região administrativa de Grande Leste, no departamento de Haute-Marne. Estende-se por uma área de 12,43 km². Em 2010 a comuna tinha 227 habitantes (densidade: 18,3 hab./km²).